# Kranebitten
Kranebitten ist ein Ort im Inntal und Gemeindeteil der Stadt Innsbruck.

## Geografie
Kranebitten liegt fünf Kilometer westlich des Stadtzentrums, am linken Ufer des Inn, am Fuß der Nordkette auf Höhen um 600–750 m ü. A. Über Kranebitten stehen der Kleine und der Große Solstein (2637 und 2541 m ü. A.), innaufwärts die Martinswand.
Kranebitten und die Häuser bergwärts, um die Haltestelle Kranebitten der Mittenwaldbahn und an der Klammstraße, bilden den statistischen Bezirk Hötting-West und gehören zum Stadtteil Hötting West. Der statistische Bezirk hat eine Fläche von 659,1 ha und 2021 Einwohner (Stand: Jänner 2021). Westlich des Orts liegt die Standschützen-Kaserne Innsbruck.
Nachbarorte:
|             |                                             |                                                   |
| Zirl (Gem.) | Kompassrose, die auf Nachbargemeinden zeigt | Allerheiligen (Hötting) Lohbachsiedlung (Hötting) |
| Völs (Gem.) |                                             | Flughafen (Hötting)                               |

## Geschichte, Infrastruktur und Sehenswürdigkeiten
Kranebitten hat schon im 14. Jahrhundert bestanden, im Jahr 1402 wurde es erstmals als Krembittach erwähnt. Der Name leitet sich von Kranawitt (ahd. chranawittu) ab, einem im bairischen Sprachgebiet gebräuchlichen Ausdruck für Wacholder.
Nach der Schaffung der Ortsgemeinden 1849/50 gehörte Kranebitten zur Gemeinde Hötting und wurde 1938 mit dieser nach Innsbruck eingemeindet.
Kranebitten liegt heute noch etwas eigenständig außerhalb der Siedlungseinheit Innsbruck und weist noch gewissen dörflichen Charakter auf, wenn sich auch hier schon mehrstöckige Bebauung findet. Besonders seit der Errichtung der Haltestelle der Mittenwaldbahn 1910–1912 oberhalb des Ortes setzte auch dort Bautätigkeit ein. 1947 wurde der Flughafen Kranebitten auf der Ulfiswiese am Inn erbaut. Die Kaserne, benannt nach den k.k. Standschützen, wurde 1982–1985 errichtet und ist heute Garnison des Stabsbataillon der 6. Jägerbrigade, der Gebirgsbrigade des Österreichischen Bundesheeres.
Touristisch-wirtschaftlich bedeutend ist heute der Campingplatz Innsbruck. Trotzdem leidet der Ort zunehmend unter Strukturschwäche und versucht sich innerhalb von Hötting West zu emanzipieren.
Das gesamte Gebiet nördlich des Orts, einschließlich Kranebitter Klamm und Martinswand, gehört zum Landschaftsschutzgebiet Martinswand–Solstein–Reitherspitze; (LSG 29/1989), und damit zum Naturpark und Europaschutzgebiet Alpenpark Karwendel (AT3304000, FFH und Vogelschutz). Ebenfalls – besonders streng – geschützt ist die Kranebitter Innau; (SSG 44/2005), die zusammen mit der Völser Innau den letzten Rest der Innauen um Innsbruck bildet.

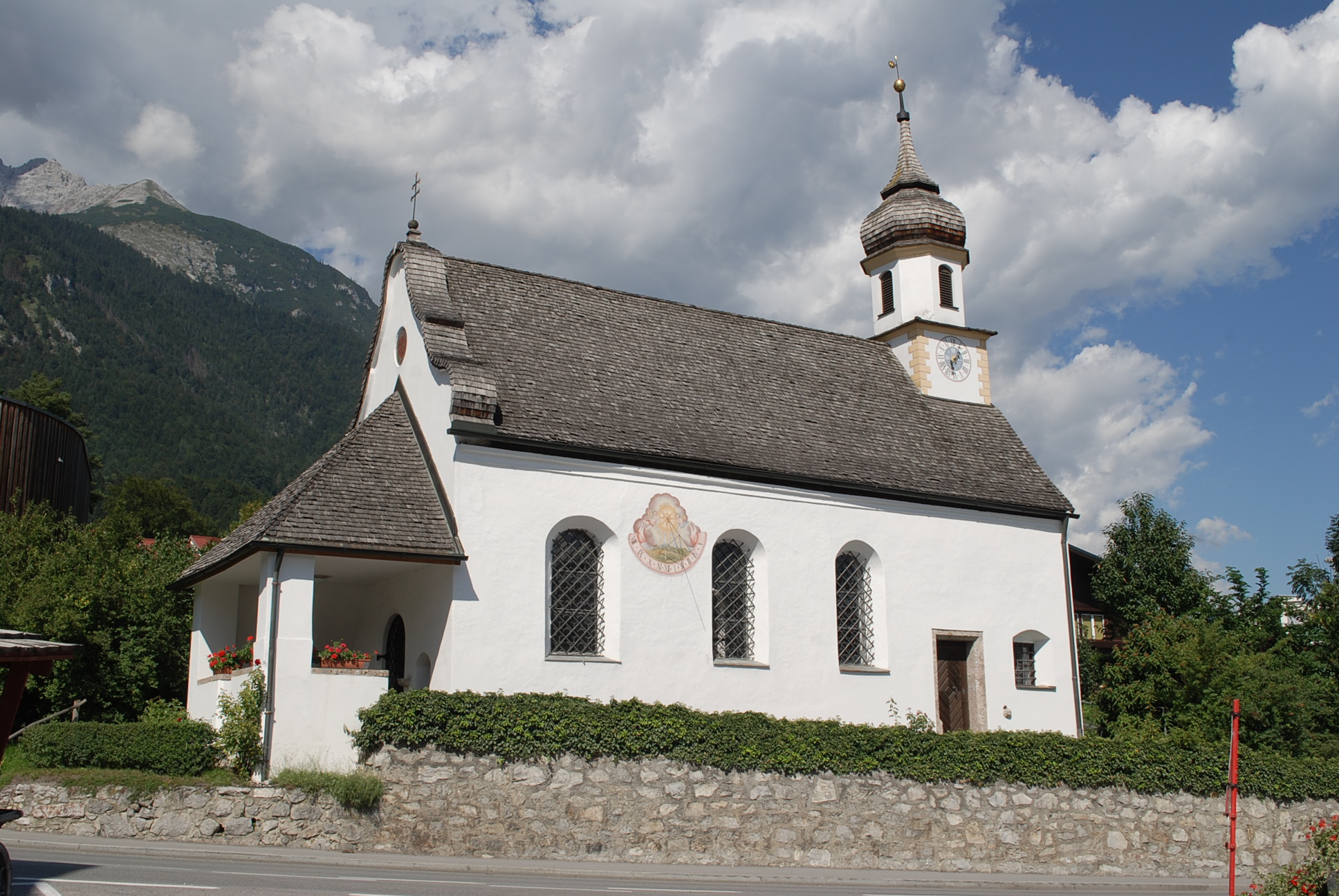
Kirche Mariä Heimsuchung
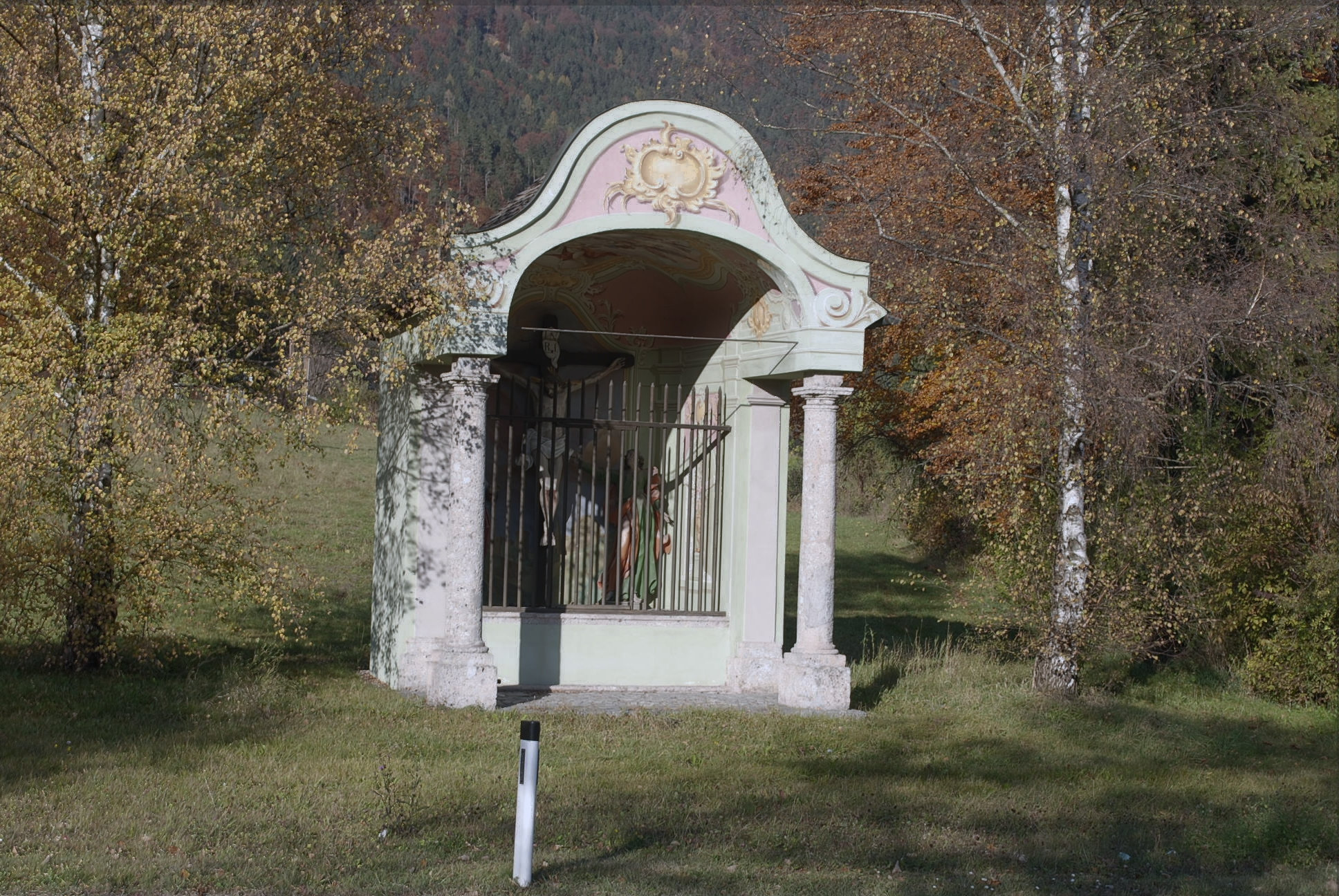
Wegkapelle Kranebitter Allee
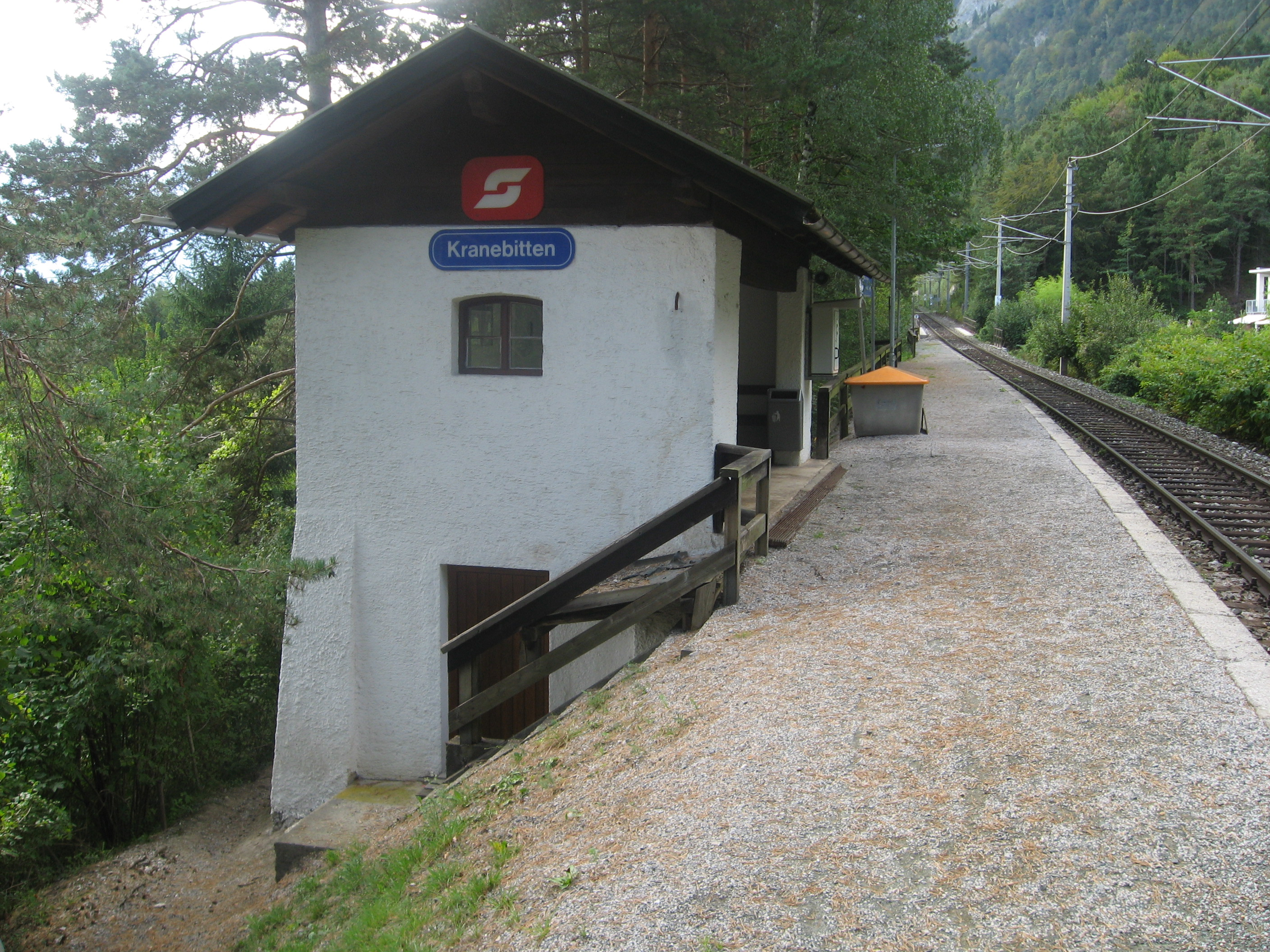
Haltestelle Kranebitten, denkmalgeschützt
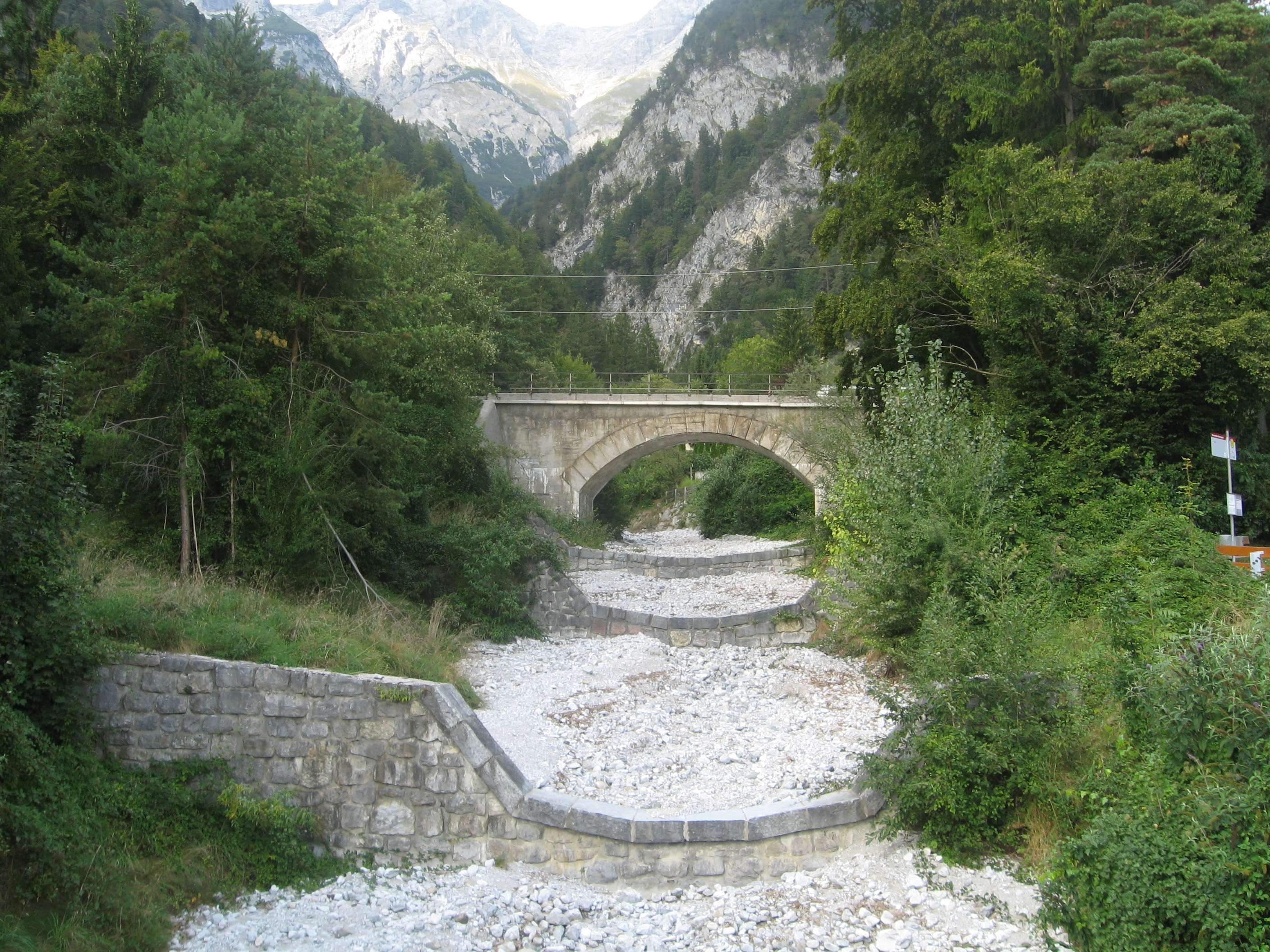
Mittenwaldbahn – Brücke Klammbach

Denkmalgeschützt sind auch das Aufnahmsgebäude Martinswand im Hofwald westlich des Orts und einige weitere Brücken. 

Historische Karten
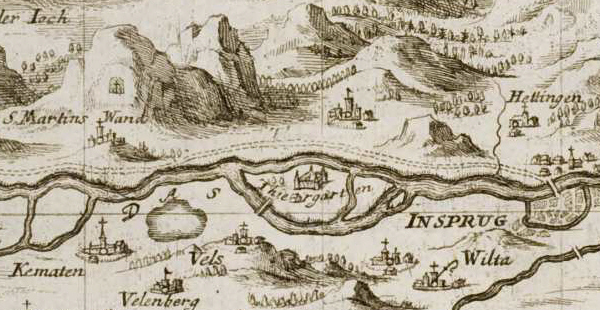
Kranebitten mit alter Sillmündung, Tiergarteninsel, bis Stadt Innsbruck (ca. 1700, Ausschnitt aus Insprug mit der Gegend auf 2 Stunden)
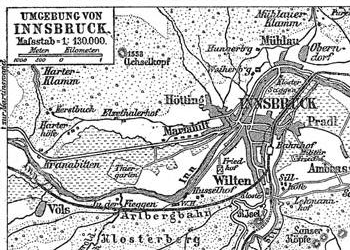
Innsbruck West (um 1888, aus Umgebung von Innsbruck, Meyers Konversationslexikon, 4. Aufl.)
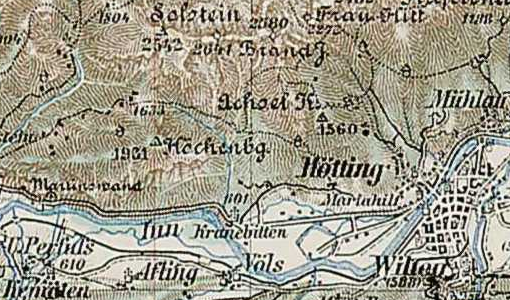
Hötting, Innsbruck West (um 1898–1905, Detail aus Franzisco-Josephinische Landesaufnahme, Blatt 29–47 Innsbruck)